# Out of the Blue (Ferry Corsten)
Out of the Blue is het eerste studioalbum van de Nederlandse tranceartiest Ferry Corsten dat onder zijn alias "System F" werd gepubliceerd. Het album is uitgebracht in 2001 en telt 12 nummers.
Op het album maakt Corsten veelvuldig gebruik van de Roland JP-8000 synthesizer.
In 1999 werd het nummer Out of the Blue al eerder uitgegeven en was Dancesmash op Radio 538 en nummer 29 in de Top 40.

## Nummers
Het album bevat de volgende nummers:
| 1.                   | Lost in Motion  |                  | 8:12 |
| 2.                   | Indian Summer   |                  | 5:57 |
| 3.                   | Out Of The Blue |                  | 3:54 |
| 4.                   | Elevate         |                  | 7:49 |
| 5.                   | Insolation      |                  | 6:44 |
| 6.                   | Cry             | Saskia Lie Atjam | 4:17 |
| 7.                   | Needlejuice     |                  | 6:36 |
| 8.                   | Soul On Soul    | Marc Almond      | 7:15 |
| 9.                   | Exhale          | Armin van Buuren | 7:12 |
| 10.                  | Solstice        |                  | 3:45 |
| 11.                  | Mode Confusion  |                  | 7:12 |
| 12.                  | Cry Unplugged   | Saskia Lie Atjam | 5:40 |
| Totale duur: 1:14:40 |                 |                  |      |

## Medewerkers
- Ferry Corsten – componist, producent
- Robert Smit - producent
- Armin van Buuren - producent
- Saskia Lie Atjam, Marc Almond - vocalen